# Syzygium confusum
Syzygium confusum là một loài thực vật có hoa trong Họ Đào kim nương. Loài này được (Blume) Bakh.f. miêu tả khoa học đầu tiên năm 1963.